# وحیده ایثاری
وحیده ایثاری (زاده ۱۳۶۵ متولد گرگان) بازیکن فوتبال و عضو تیم ملی فوتبال زنان ایران می‌باشد. او هم اینک عضو باشگاه فرهنگی ورزشی ذوب آهن‌اصفهان بوده و کاپیتان تیم است.

## زندگی‌نامه
وی در ابتدای مسیر ورزشی اش در سال ۱۳۷۹ در رشته فوتسال فعالیت می‌کرد.
پس از شکل‌گیری تیم سرخپوشان گرگان در سال ۱۳۸۳ به عضویت این تیم درآمد و در طی مدت ده سال عضویت در این تیم، به موفقیت‌های زیادی در سطح کشور نائل آمد.
در سال ۱۳۹۳ به تیم آینده سازان میهن نجف آباد پیوست و پس از آن نیز در سال ۱۳۹۶ با تیم ذوب آهن اصفهان قرارداد منعقد نمود و هم اینک با شماره پیراهن ۷ در این تیم مشغول فعالیت می‌باشد.
در عرصه ملی نیز، وی به‌طور پیوسته از سال ۱۳۸۶ در تیم ملی فوتبال بانوان جمهوری اسلامی ایران در پست مدافع میانی (ابتدا با شماره ۱۵ و سپس با شماره ۵) حضور داشته و عناوین مختلفی نیز به همراه این تیم به دست آورده‌است.
مصدومیت
وی در لیگ برتر بانوان در سال ۹۸ طی بازی با تیم شهرداری بم، با تکل از پشت خشن زهرا قنبری دچار پارگی تاندون در ناحیه زانو شد و به مدت ۶ ماه از میادین دور ماند. با تلاش خستگی ناپذیر و همچنین رسیدگی کادر حرفه ای باشگاه ذوب آهن توانست به سرعت دوران نقاهت را پشت سر گذاشته و هم اکنون مشغول ادامه فعالیت ورزشی خود است.

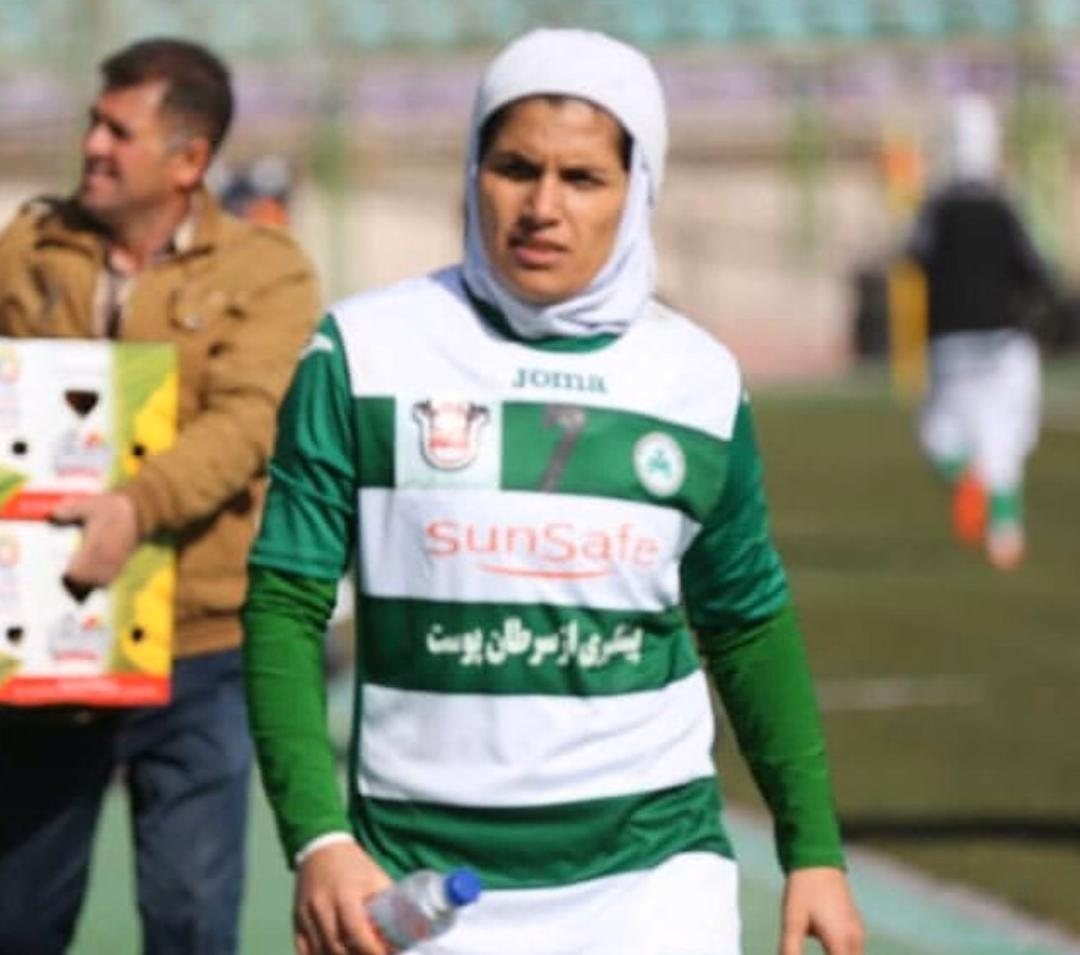
وحیده ایثاری پس از 6 ماه دوری به علت مصدومیت، به فوتبال بازگشت.

## مربیان باشگاهی
- شادی مهینی
- شبنم آزمون
- فاطمه طاهری
- سمیه کبیری
- صنم رحیمی نژاد
- شیوا امینی
- مریم انالویی

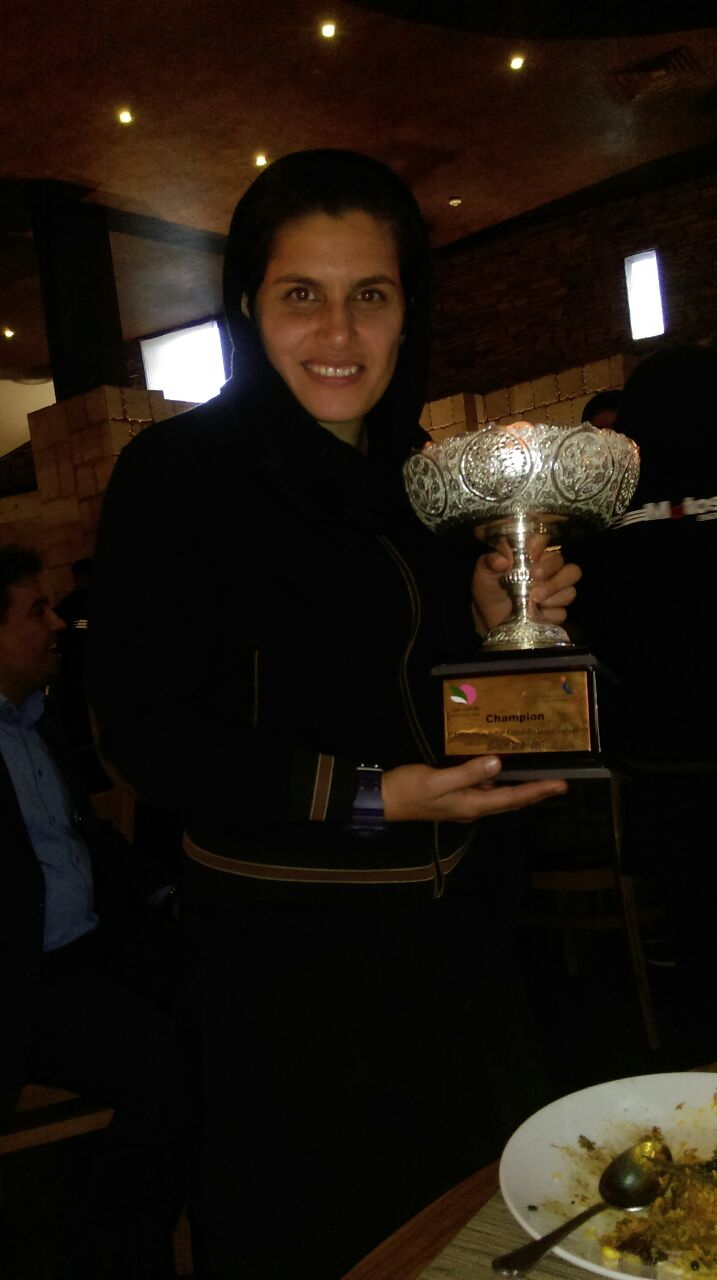
وحیده ایثاری ۷

- مژگان مدایم زاده(سرمربی فعلی تیم ذوب آهن اصفهان)

## مربیان ملی
- شهرزاد مظفر
- مریم ایراندوست
- هلنا کاستا
- مهناز امیرشقاقی
- مریم آزمون

## افتخارات باشگاهی
قهرمانی لیگ دسته یک و نائب قهرمانی لیگ برتر فوتبال باتیم سرخپوشان گرگان
دو دوره مقام سومی لیگ برتر فوتبال با تیم آینده سازان میهن اصفهان.
قهرمانی لیگ دسته یک فوتسال و نائب قهرمانی جام حذفی با تیم سرخپوشان گرگان

## افتخارات ملی
نائب قهرمانی مسابقات فوتبال غرب آسیا
صعود به دور دوم انتخابی المپیک برای اولین بار در تاریخ فوتبال بانوان

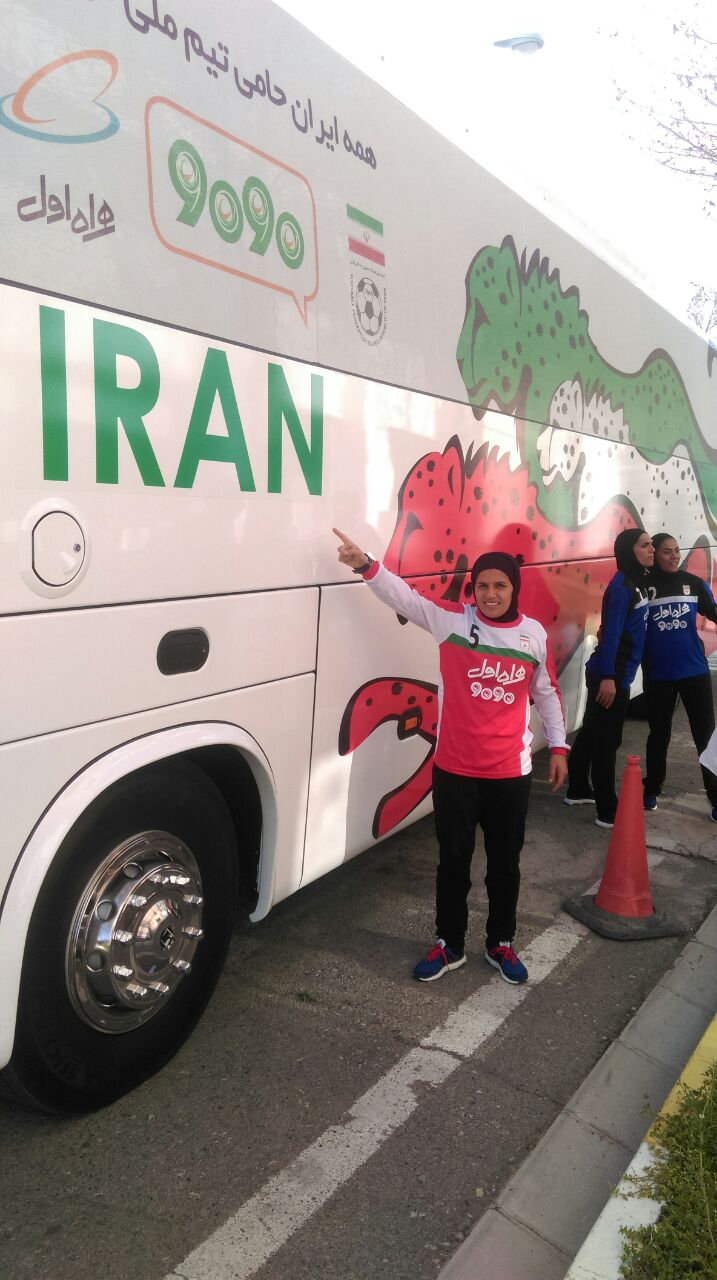

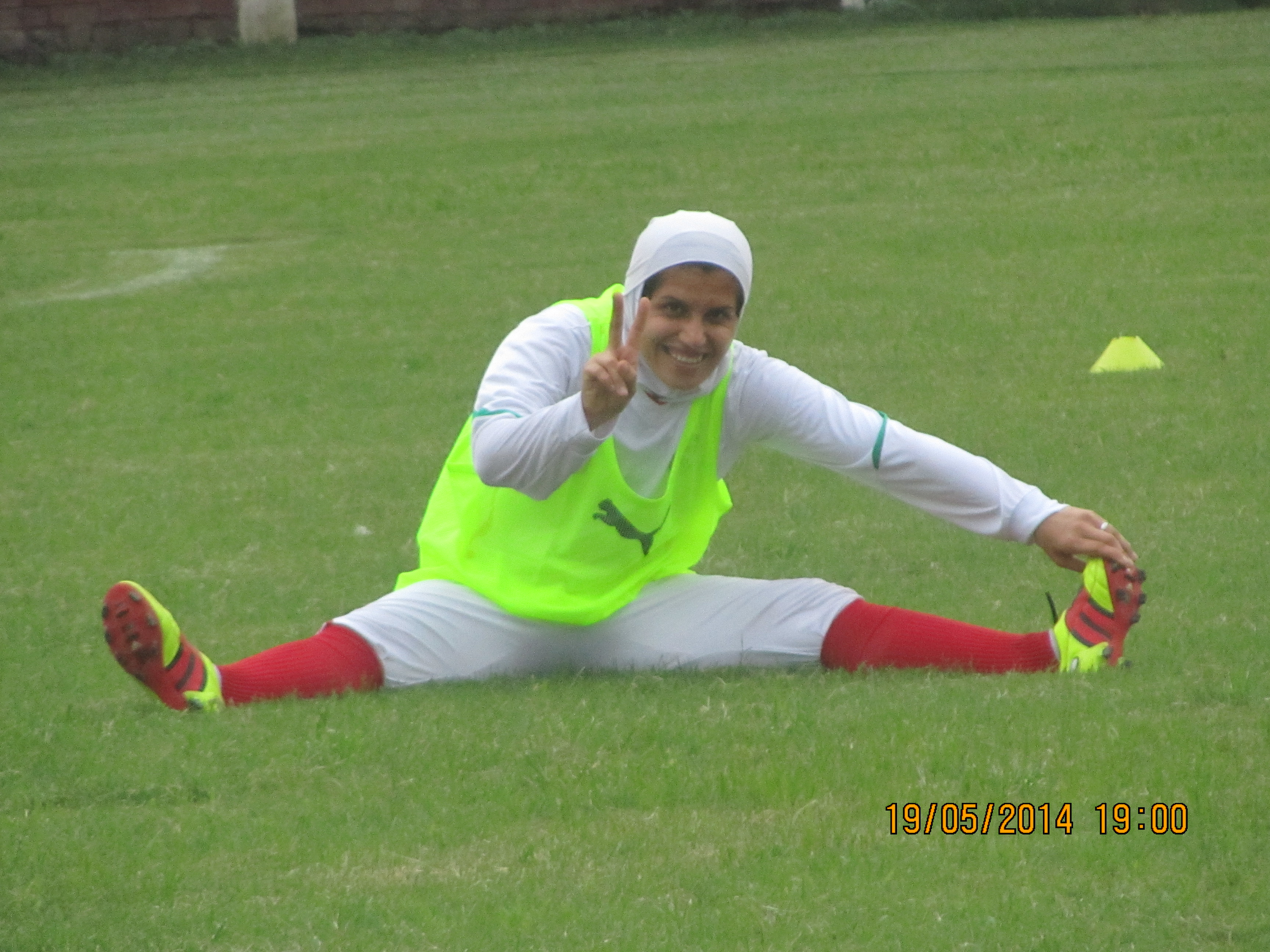

## افتخارات فردی
عنوان خانم گل در لیگ برتر فوتبال بانوان در فصل ۱۳۹۰–۱۳۸۹ با ثمر رساندن ۱۹ گل 

## فعالیت در عرصه مربیگری
- دارنده مدرک Cآسیا
- دارنده مدرک Bآسیا